# Oxford United Stars FC
Oxford United Stars is een Noord-Ierse voetbalclub uit Londonderry. De club werd vernoemd naar de Engelse club Oxford United. De bijnaam van de club zijn the U2s, dit slaat niet op de Ierse band U2 maar op de bijnaam van Oxford United, the U's. Na vele jaren in de Derry and District League gespeeld te hebben trad de club in 2004 toe tot de Irish Second Division (derde klasse). Na het seizoen 2008/09 moest de club aan de criteria voldoen voor de tweede klasse omdat de derde klasse dan wordt opgeheven. De club werd niet geselecteerd voor het seizoen 2009/10 en speelt dus opnieuw in de Intermediate League.